# تضخم البطين الأيسر
تضخم البطين الأيسر (بالإنجليزية: Left ventricular hypertrophy)‏ هو زيادة في غلظ العضلات القلبية للبطين الأيسر.

## الأسباب
تضخم البطين يحدث طبيعيا نتيجة للتمارين الهوائية وتمارين القوة، وقد يحدث مرضيا نتيجة لمرض قلبي وعائي أو فرط ضغط الدم.
إن تضخم البطين الأيسر ليس مرضا بحد ذاته لكنه دليل على الإصابة بمرض ما يصيب القلب، إن أي مرض يؤدي إلى زيادة في الحمولة التلوية يمكن أن يؤدي إلى تضخم البطين الأيسر. من أهم أسباب زيادة الحمولة التلوية فرط ضغط الدم وقصور الأبهر وتضيق الصمام الأبهري. أما اعتلال عضلة القلب الضخامي فهو مرض أولي يصيب عضلة القلب ويصاحبه تضخم في البطين الأيسر ويمكن أن يؤدي إلى قصور القلب.
كما يمكن أن يؤدي قلس التاجي إلى تضخم البطين الأيسر.

## التشخيص
يمكن تشخيص تضخم البطين الأيسر بواسطة تخطيط صدى القلب وتخطيط كهربية القلب.

## العلاج
التضخم ليس واضحا في أكثر الحالات، ويمكن التحكم بضغط الدم وتخفيضه والتحكم بالمشاعر والعواطف.
وبسبب كون تضخم البطين الأيسر دليلا على الإصابة بأمراض أخرى فإنه يمكن من خلال تخطيط كهربية القلب الكشف عن الإصابة بأمراض أخرى ومعالجتها.